# Temporada 2025 de Fórmula 1
La Temporada 2025 de Fórmula 1 és el 76è temporada del campionat del món de Fórmula 1 de la història. Està organitzat pel Federació Internacional d' Automoció (FIA).

## Equips i pilots
Els següents constructors i pilots estan actualment sota contracte per competir al Campionat Del Món de 2025. Tots els equips competeixen amb els pneumàtics subministrats per l'empresa Pirelli.
| Escuderia                                     | Xassís              | Xassís   | Motor               | Pneumàtics | N.º | Pilots                | Sigles |
| --------------------------------------------- | ------------------- | -------- | ------------------- | ---------- | --- | --------------------- | ------ |
| McLaren Formula 1 Team                        | McLaren             | MCL39    | Mercedes-AMG F1 M15 | Pirelli    | 4   | Lando Norris          | NOR    |
| McLaren Formula 1 Team                        | McLaren             | MCL39    | Mercedes-AMG F1 M15 | Pirelli    | 81  | Oscar Piastri         | PIA    |
| Scuderia Ferrari HP                           | Ferrari             | SF-25    | Ferrari 066/12      | Pirelli    | 16  | Charles Leclerc       | LEC    |
| Scuderia Ferrari HP                           | Ferrari             | SF-25    | Ferrari 066/12      | Pirelli    | 44  | Lewis Hamilton        | HAM    |
| Oracle Red Bull Racing                        | Red Bull            | RB21     | Honda RBPTH002      | Pirelli    | 1   | Max Verstappen        | VER    |
| Oracle Red Bull Racing                        | Red Bull            | RB21     | Honda RBPTH002      | Pirelli    | 11  | Liam Lawson           | LAW    |
| Mercedes-AMG PETRONAS Formula One Team        | Mercedes            | W16      | Mercedes-AMG F1 M15 | Pirelli    | 12  | Andrea Kimi Antonelli | ANT    |
| Mercedes-AMG PETRONAS Formula One Team        | Mercedes            | W16      | Mercedes-AMG F1 M15 | Pirelli    | 63  | George Russell        | RUS    |
| Aston Martin Aramco Formula One Team          | Aston Martin Aramco | AMR25    | Mercedes-AMG F1 M15 | Pirelli    | 14  | Fernando Alonso       | ALO    |
| Aston Martin Aramco Formula One Team          | Aston Martin Aramco | AMR25    | Mercedes-AMG F1 M15 | Pirelli    | 18  | Lance Stroll          | STR    |
| BWT Alpine F1 Team                            | Alpine              | A525     | Renault E-Tech RE24 | Pirelli    | 10  | Pierre Gasly          | GAS    |
| BWT Alpine F1 Team                            | Alpine              | A525     | Renault E-Tech RE24 | Pirelli    | 31  | Jack Doohan           | DOO    |
| MoneyGram Haas F1 Team                        | Haas                | VF-25    | Ferrari 066/12      | Pirelli    | 31  | Esteban Ocon          | OCO    |
| MoneyGram Haas F1 Team                        | Haas                | VF-25    | Ferrari 066/12      | Pirelli    | 81  | Oliver Bearman        | BEA    |
| Visa Cash App RB Formula One Team             | RB                  | VCARB 02 | Honda RBPTH002      | Pirelli    | 3   | Isack Hadjar          | HAD    |
| Visa Cash App RB Formula One Team             | RB                  | VCARB 02 | Honda RBPTH002      | Pirelli    | 22  | Yuki Tsunoda          | TSU    |
| Williams Racing                               | Williams            | FW47     | Mercedes-AMG F1 M15 | Pirelli    | 23  | Alexander Albon       | ALB    |
| Williams Racing                               | Williams            | FW47     | Mercedes-AMG F1 M15 | Pirelli    | 55  | Carlos Sainz Jr.      | SAI    |
| Stake F1 Team Kick Sauber Kick Sauber F1 Team | Kick Sauber         | C45      | Ferrari 066/12      | Pirelli    | 5   | Gabriel Bortoleto     | BOR    |
| Stake F1 Team Kick Sauber Kick Sauber F1 Team | Kick Sauber         | C45      | Ferrari 066/12      | Pirelli    | 27  | Nico Hülkenberg       | HUL    |
| Fonts:                                        |                     |          |                     |            |     |                       |        |